# Hidden Files
Hidden Files è il secondo album del rapper statunitense Havoc, pubblicato nel 2009 da Koch Records e E1. L'album è ignorato da pubblico e critica.
| Recensione   | Giudizio |
| ------------ | -------- |
| RapReviews   | [ 1 ]    |
| HipHopDX     | [ 2 ]    |
| Sputnikmusic | [ 3 ]    |

## Tracce
1. Can't Get Touched – 2:36
2. I Clap 'Em Up – 3:42
3. Watch Me (featuring Ricky Blaze) – 3:15
4. Heart of the Grind – 2:57
5. You Treated Me (featuring Cassidy) – 2:58
6. My Life – 3:15
7. That's My Word – 3:42
8. The Hustler – 3:18
9. The Millennium – 3:12
10. Walk wit Me – 3:08
11. On a Mission (featuring Prodigy) – 3:37
12. This Is Where It's At (featuring Big Noyd) – 2:54
13. Don't Knock It 'Til You Try It – 3:11
14. Tell Me More (featuring Sonyae Elise) – 2:51